# Yuki Hayashi
Yuki Hayashi (Japans: 林 勇気, Hayashi Yūki) (Kawanishi, 2 oktober 1986) is een Japans boogschutster.

## Carrière
Hayashi nam in 2008 en 2016 deel aan de Olympische Spelen en won met de Japanse ploeg verschillende medailles in de World Cup.

## Erelijst

### Aziatisch kampioenschap
- 2013:  Taipei (team)

### World Cup
- 2013:  Antalya (team)
- 2015:  Antalya (team)
- 2018:  Salt Lake City (team)